# Internationaler Meister
Der Titel Internationaler Meister (Abkürzung IM) wird vom Weltschachbund FIDE für schachliche Leistungen auf Lebenszeit verliehen. Er ist unterhalb des Titels Großmeister und oberhalb des Titels FIDE-Meister angesiedelt.

## Qualifikationskriterien
Von der FIDE wurden folgende Qualifikationskriterien festgelegt: Man muss in mindestens zwei internationalen Schachturnieren eine vom Spielstärkeniveau (der sogenannten Kategorie) des Turniers abhängige Mindestpunktezahl (die sogenannte IM-Norm) erreichen. Diese IM-Norm entspricht einer Eloleistung von mindestens 2450. Die Normen müssen insgesamt mindestens 27 Partien umfassen. Eine weitere Voraussetzung ist eine Wertungszahl (sog. Elo-Zahl) von mindestens 2400 Punkten. Die FIDE vergibt auch einen Internationalen Meistertitel für Frauen (Abkürzung WIM), für dessen Verleihung um 200 Elopunkte geringere Voraussetzungen gelten. Für die Registrierung des Titels muss eine Gebühr von derzeit 165 Euro an die FIDE entrichtet werden.
Unabhängig von diesen Kriterien wird der IM-Titel automatisch von der FIDE an Spieler verliehen, die einen der folgenden Erfolge erreichen:
1. Qualifikation für den Schach-Weltpokal,
2. Einzug ins Finale der Frauenweltmeisterschaft,
3. zweiter oder dritter Platz bei einer Seniorenweltmeisterschaft
4. Gewinn einer Jugendweltmeisterschaft in der Altersklasse U20, U18 oder U16,
5. zweiter oder dritter Platz bei einer Kontinentalmeisterschaft,
6. Gewinn einer Seniorenkontinentalmeisterschaft,
7. Gewinn einer Jugendkontinentalmeisterschaft in der Altersklasse U20 oder U18,
8. Gewinn einer Subkontinentalmeisterschaft,
9. Gewinn der Commonwealth-Meisterschaft, der Weltmeisterschaft der IBCA, des ICCD oder der IPCA

Mit Stand November 2024 gibt es weltweit mehr als 4100 Träger des Titels Internationaler Meister. Für sie gibt es häufig Vergünstigungen bei Schachturnieren (Reduzierung des Startgeldes, freie Unterkunft etc.). Die meisten Internationalen Meister (531) sind derzeit für den russischen Schachverband spielberechtigt, der Deutsche Schachbund liegt mit 265 Titelträgern auf Platz 2.
Die Anzahl weiblicher Titelträger nahm überproportional vor allem seit den 1990er Jahren deutlich zu: Während zwischen 1950 und 1990 lediglich neun Frauen zum Internationalen Meister ernannt wurden, wurden seit 1991 rund 140 Frauen ernannt (Stand: 2020).

## Entstehung
Beim FIDE-Kongress in Prag 1931 regte Dawid Przepiórka an, den Titel Internationaler Meister einzuführen und Regeln aufzustellen, wie man diesen Titel vergeben könne. Auf dem Kongress 1935 in Warschau schlug die FIDE vor, dass jeder den Titel Internationaler Meister erhalten soll, der in einem Turnier Erster oder Zweiter wird, falls an diesem Turnier mindestens 14 Spieler teilnehmen und mindestens 70 Prozent davon Internationale Meister sind. Alternativ könne man sich auch qualifizieren, wenn man in einem offiziellen Wettkampf über mindestens vier Partien gegen einen Internationalen Meister gewinnt.
Beim FIDE-Kongress in Paris 1949 einigte man sich auf ein modifiziertes System für die Titel Internationaler Meister und Großmeister. Gleichzeitig ernannte man 27 Spieler zu Internationalen Großmeistern, 94 Spieler (darunter eine Frau) zu Internationalen Meistern und 17 Spielerinnen zu Internationalen Meistern der Frauen.

## Erlangung eines IM-Titels
IM-Normen werden nicht beantragt, sondern vom Hauptschiedsrichter eines Turniers als Bestätigung einer Leistung erstellt und dem Spieler ausgehändigt. Der zuständige Verband erhält eine Kopie und soll diese an die FIDE zur Speicherung einsenden. Diese Speicherung funktioniert etwa seit 2008. 2012 beschloss die FIDE, dass sämtliche vor Juli 2005 erzielten Normen verfallen, falls diese nicht spätestens Ende Juli 2013 bei der FIDE zur Speicherung eingereicht wurden. Unklar ist jedoch, ob die einzelnen Schachverbände dies taten. Der zuständige Beauftragte des Deutschen Schachbundes hat alle ihm vorliegenden Normen fristgerecht eingereicht. Damit sind alle ihm nicht bekannten Normen automatisch verfallen, die vor Juli 2005 erzielt wurden, falls sie nicht von einem anderen Verband fristgerecht eingereicht wurden.
Den IM-Titel muss der jeweilige Spieler selbst beantragen, wenn er denn überhaupt will, sobald drei seiner erzielten IM-Normen bei der FIDE gespeichert sind. Er kann auch Titel überspringen.

## Ähnliche Titel
In der Schachkomposition wird der Titel Internationaler Meister an Komponisten vergeben, wenn sie mindestens 25 Punkte durch Veröffentlichung ihrer Schachkompositionen in FIDE-Alben erhalten haben. Dabei zählt eine Studie 1,67 Punkte und jede andere Komposition einen Punkt. Bei Gemeinschaftsarbeiten werden die Punkte entsprechend geteilt. Drei Punktrichter beurteilen dabei die Qualität der Kompositionen und vergeben jeweils zwischen null und vier Wertungspunkte. Für die Veröffentlichung im FIDE-Album muss eine Aufgabe mindestens acht Wertungspunkte erhalten. Im Lösen von Schachkompositionen gibt es ebenfalls Qualifikationskriterien bei Löseturnieren für den Titel Internationaler Meister.